# Il Devoto-Oli
Il Devoto-Oli. Vocabolario della lingua italiana è uno dei più celebri dizionari monolingui in Italia, redatto da Giacomo Devoto e Gian Carlo Oli, pubblicato in prima edizione nel 1971 dalla Le Monnier, e fino a oggi continuamente aggiornato, anche dopo la morte dei due autori. Il dizionario riprende il progetto e il materiale del Vocabolario illustrato della lingua italiana degli stessi autori,  edito nel 1967.

## Caratteristiche
Secondo Pietro Beltrami è «un dizionario apertissimo al lessico scientifico e tecnico tanto quanto a quello dei classici della lingua, e altrettanto aperto alle innovazioni lessicali, ivi compreso l'apporto all'italiano delle lingue straniere; e anche un dizionario incline [...] alla definizione enciclopedica delle cose designate dalle parole».
A partire dall'edizione del 2004 l'opera è stata curata da Luca Serianni e Maurizio Trifone e pubblicata annualmente in versioni aggiornate.
Dall'edizione del 2017 Luca Serianni e Maurizio Trifone sono diventati coautori dell'opera. Nel 2022 esce il Nuovo Devoto-Oli 2023, l'ultima edizione curata dal Serianni, scomparso dopo un incidente.

### Le definizioni
Fin dalla prima edizione il Devoto-Oli ha eliminato nelle definizioni le formule della lessicografia tradizionale, come ‘l'allontanare, l'allontanarsi' (per allontanamento) o ‘l'essere impaziente' (per impazienza). Ogni voce ha una propria autonomia semantica, senza adottare meccanismi di rinvio implicito ad altre voci.

### Il lessico di base
Sono segnalate 10.000 parole del lessico di base, cioè quelle parole che, secondo i curatori, si possono ragionevolmente attribuire alla competenza di qualsiasi italiano, anche di cultura non elevata, e che dovrebbero far parte del bagaglio lessicale di un apprendente straniero di livello alto.

### La data di nascita delle parole
Per ogni parola è indicata la data di prima attestazione, segnalando l'anno o il periodo in cui la parola compare per la prima volta in un testo scritto, naturalmente sulla base delle conoscenze di cui al momento si dispone. Nelle nove edizioni dal 2004 al 2014 molte parole sono state retrodatate, in quanto si è scoperto che la parola è presente in un testo anteriore cronologicamente.

### Gli alterati
Sono riportati gli alterati degli aggettivi e dei sostantivi, selezionati non sulla base della competenza del lessicografo o sul modello di dizionari precedenti, ma attraverso l'esame di testi reali disponibili in rete e consultabili con i motori di ricerca. Il vocabolario precisa a quale registro appartengano gli alterati (familiare, letterario, ecc.), quale sia il loro ambito d'uso e quale sia il loro grado di effettiva diffusione (non comune, raro, ecc.).

### Le reggenze
Il dizionario ha la peculiarità di indicare le reggenze di tutti i verbi della lingua italiana, cioè le preposizioni e congiunzioni con cui si costruiscono gli oltre 10.000 verbi italiani, segnalando anche le alternative tra costruzione verbale e costruzione nominale e le alternative tra costrutti proposizionali differenti.

## Edizioni
- Giacomo Devoto e Gian Carlo Oli, Vocabolario illustrato della lingua italiana, 2 voll., Firenze, Casa Editrice Felice Le Monnier, 1967.[9]
- Giacomo Devoto e Gian Carlo Oli, Dizionario della lingua italiana, Firenze, Le Monnier, 1971, XII ristampa 1980.[10] - Aggiornamenti, Le Monnier, 1990, 1995, 1997.
- Dizionario della lingua italiana. Edizione 2000-2001, Firenze, Le Monnier, 2000, ISBN 978-88-005-1086-8.
- Il dizionario della lingua italiana. Edizione 2002-2003, Firenze, Le Monnier, 2002, ISBN 978-88-005-1092-9.
- Giacomo Devoto e Gian Carlo Oli, Devoto Oli. Dizionario della lingua italiana. Edizione 2004-2005, a cura di Luca Serianni e Maurizio Trifone, Firenze, Le Monnier, 2004, ISBN 978-88-005-1088-2.
- Devoto Oli. Dizionario della lingua italiana. Edizione 2006-2007. Dizionario fondamentale compatto della lingua italiana, Firenze, Le Monnier, 2005.
- il Devoto Oli 2007. Vocabolario della lingua italiana, a cura di L. Serianni e M. Trifone, Firenze, Le Monnier, 2006, ISBN 978-88-005-1091-2.
- il Devoto Oli 2008. Vocabolario della lingua italiana, a cura di L. Serianni e M. Trifone, Firenze, Le Monnier, 2007, ISBN 978-88-002-0588-7.
- il Devoto-Oli 2009. Vocabolario della lingua italiana, a cura di L. Serianni e M. Trifone, Firenze, Le Monnier, 2008.
- il Devoto-Oli 2010. Vocabolario della lingua italiana, a cura di L. Serianni e M. Trifone,  Firenze, Le Monnier, 2009.
- il Devoto-Oli 2011. Vocabolario della lingua italiana, a cura di L. Serianni e M. Trifone,  Firenze, Le Monnier, 2010.
- il Devoto-Oli 2012. Vocabolario della lingua italiana, a cura di L. Serianni e M. Trifone,  Firenze, Le Monnier, 2011.
- il Devoto-Oli 2013. Vocabolario della lingua italiana, a cura di L. Serianni e M. Trifone, Firenze, Le Monnier, 2012.
- il Devoto Oli 2014. Dizionario della lingua italiana, a cura di L. Serianni e M. Trifone, Firenze, Le Monnier, 2013, ISBN 978-88-005-0035-7. - Aggiornamenti digitali allegati all'edizione cartacea, Le Monnier, 2014, 2015, 2016.
- Giacomo Devoto, Gian Carlo Oli, Luca Serianni, Maurizio Trifone, Nuovo Devoto-Oli 2018. Il vocabolario dell'italiano contemporaneo, Le Monnier, 2017, ISBN 978-88-005-0071-5.
- Giacomo Devoto-Gian Carlo Oli-Luca Serianni-Maurizio Trifone, Nuovo Devoto-Oli. Il vocabolario dell'italiano contemporaneo 2019, Collezione Dizionari, Firenze, Le Monnier, 2018, ISBN 978-88-005-0082-1.
- Giacomo Devoto-Gian Carlo Oli-Luca Serianni-Maurizio Trifone, Nuovo Devoto-Oli. Il vocabolario dell'italiano contemporaneo 2020, Collezione Dentro la Storia, Firenze, Le Monnier, 2019, ISBN 978-88-005-0083-8.
- Giacomo Devoto-Gian Carlo Oli-Luca Serianni-Maurizio Trifone, Nuovo Devoto-Oli. Il vocabolario dell'italiano contemporaneo 2021, Collezione Dizionari, Firenze, Le Monnier, 2020, ISBN 978-88-005-0089-0.
- G. Devoto-G. C. Oli-L. Serianni-M. Trifone, Nuovo Devoto-Oli. Il vocabolario dell'italiano contemporaneo 2022, Collana Dizionari, Firenze, Le Monnier, 2021, ISBN 978-88-005-0094-4.
- G. Devoto-G.C. Oli-L. Serianni-M. Trifone, Il Nuovo Devoto-Oli. Il Vocabolario dell'italiano contemporaneo 2023, Firenze, Le Monnier, 2022, ISBN 978-88-005-0096-8.
- Nuovo Devoto-Oli. Il vocabolario dell'italiano contemporaneo, Firenze, Le Monnier, 2023,  p. 2560, ISBN 978-88-005-0098-2.